# NGC 1166
NGC 1166 ist eine Spiralgalaxie vom Hubble-Typ Sab im Sternbild Widder nördlich der Ekliptik. Sie ist schätzungsweise 349 Millionen Lichtjahre von der Milchstraße entfernt und hat einen Durchmesser von etwa 100.000 Lichtjahren. Gemeinsam mit NGC 1168 bildet sie das gravitativ gebundene Galaxienpaar KPG 85.
Das Objekt wurde am 1. Oktober 1864 von Albert Marth entdeckt.